# Condado de Nyandarua
El condado de Nyandarua es un condado de Kenia.
Se sitúa en la antigua Provincia Central y su capital es Ol Kalou. La población total del condado es de 596 268 habitantes según el censo de 2009.
El condado se extiende por la ladera occidental de los montes Aberdare. Las precipitaciones anuales oscilan a lo largo del condado entre los 700 y 1500 mm de agua.

## Localización
Con un área de 3245,3 km², el condado tiene los siguientes límites:
| Noroeste: Condado de Nakuru | Norte: Condado de Laikipia | Noreste: Condado de Laikipia |
| Oeste: Condado de Nakuru    |                            | Este: Condado de Nyeri       |
| Suroeste: Condado de Nakuru | Sur: Condado de Kiambu     | Sureste: Condado de Muranga  |

## Demografía
La capital Ol Kalou es, con 66 015 habitantes en 2009, la única localidad importante del condado. Dicha villa es la única localidad de Nyandarua con autoridad local separada del gobierno condal.

## Transporte
La carretera C77 conecta Gilgil y Nyahururu pasando por este condado. Por el norte del condado pasa la carretera B5, que une Nakuru con Nyeri.